# Oleg Ivanov
Oleg Aleksandrovič Ivanov (in russo Олег Александрович Иванов?; Mosca, 4 agosto 1986) è un calciatore russo, centrocampista del Rubin.

## Carriera

### Club
Ha iniziato la carriera allo Spartak Mosca, una delle squadre più prestigiose della Russia, ma non trova molto spazio. La stagione successiva, infatti, si è trasferito al Chimki, dove ha trovato il posto fisso in squadra e ha giocato 32 partite con 7 reti. Nel biennio 2006-2007, ha giocato al Kuban', prima di passare nel 2008 al Kryl'ja Sovetov Samara.

### Nazionale
Pur non avendo ancora esordito in nazionale, Guus Hiddink decide di convocarlo agli Europei 2008, per sostituire l'infortunato Pavel Pogrebnjak. Il suo esordio avviene ben sette anni dopo, il 7 giugno 2015, quando, nel corso dell'amichevole contro la Bielorussia entra a inizio ripresa al posto di Alan Dzagoev.
Viene convocato per gli Europei 2016 in Francia.

## Palmarès

### Club

#### Competizioni nazionali
- Pervaja Liga: 1

Rubin: 2022-2023